# Твёрдый, Григорий Николаевич
Григорий Николаевич Твёрдый (31 марта 1871, Могилёв — 1920, Одесса) — депутат Государственной думы I созыва от Могилёвской губернии.

## Биография
Дворянин. Окончил гимназию, затем юридический факультет Петербургского университета по 1-му разряду со званием кандидата прав. Служил податным инспектором. В отставку вынужден был уйти из-за участия в митинге 19 октября 1905 года, на котором была принята резолюция объявившая действия полиции и губернатора Клингенберга результатом или «непонимания своих задач» или «сознательной изменой». Был избран могилёвским городским головой, но не получил утверждения. Принимал участие в организации петиции могилёвского общественного сельского хозяйства. Ко времени выборов записался помощником присяжного поверенного и жил на собственные средства в Могилёве. С 1905 года в Конституционно-демократической партии. Могилевский домовладелец. Женат. Один из редакторов газеты «Могилевский голос».
27 марта 1906 избран в Государственную думу I созыва от общего состава выборщиков Могилевского губернского избирательного собрания, по другим сведениям от городских выборщиков. Входил в Конституционно-демократическую фракцию. Член Бюджетной комиссии. Подписал законопроект «О гражданском равенстве».
10 июля 1906 года в г. Выборге подписал «Выборгское воззвание» и осужден по ст. 129, ч. 1, п. п. 51 и 3 Уголовного Уложения, приговорен к 3 месяцам тюрьмы и лишен права быть избранным.
Был банковским служащим в частном банке в Одессе.